# St. Michael (Fröhlins)

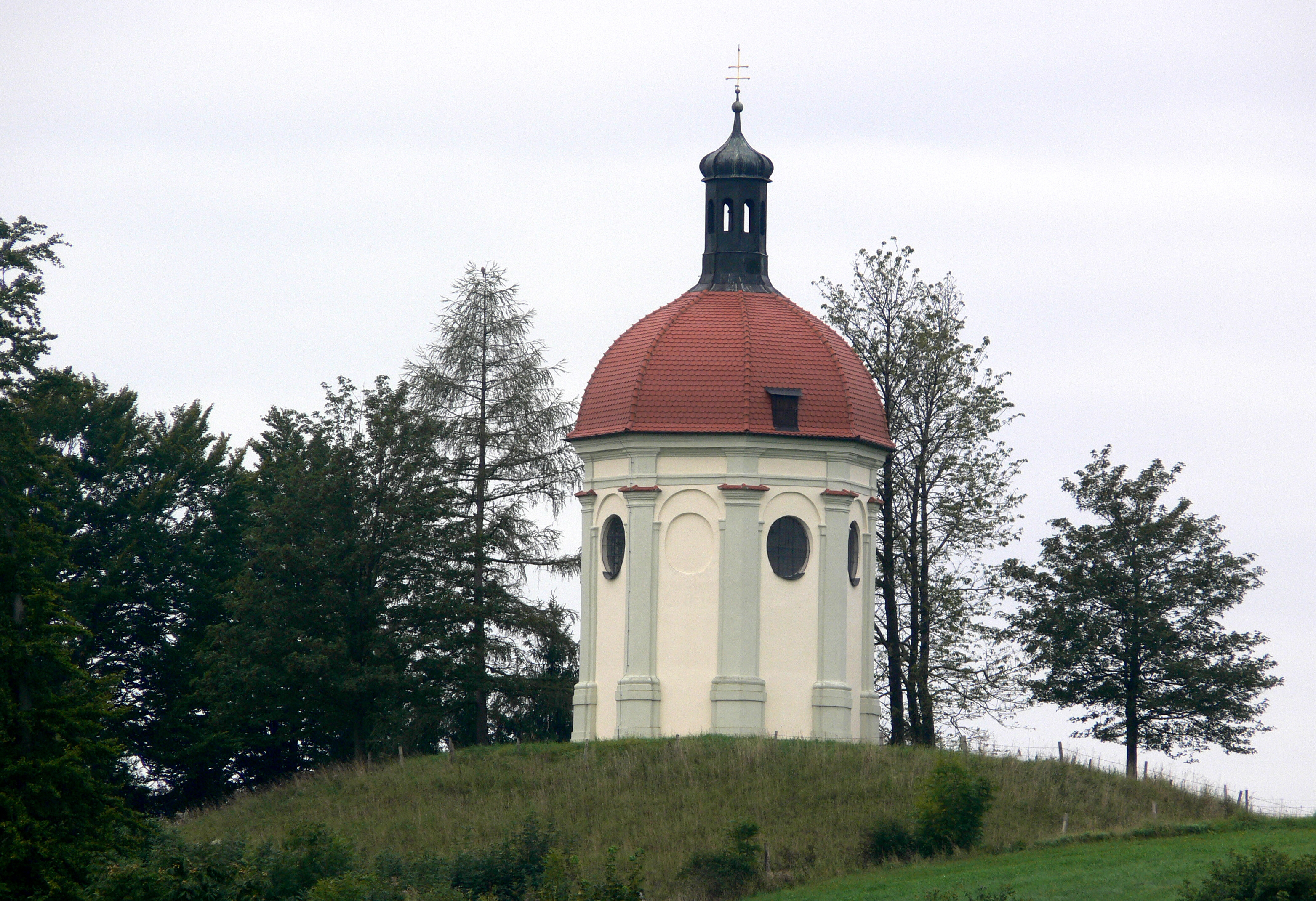
Kapelle St. Michael in Fröhlins

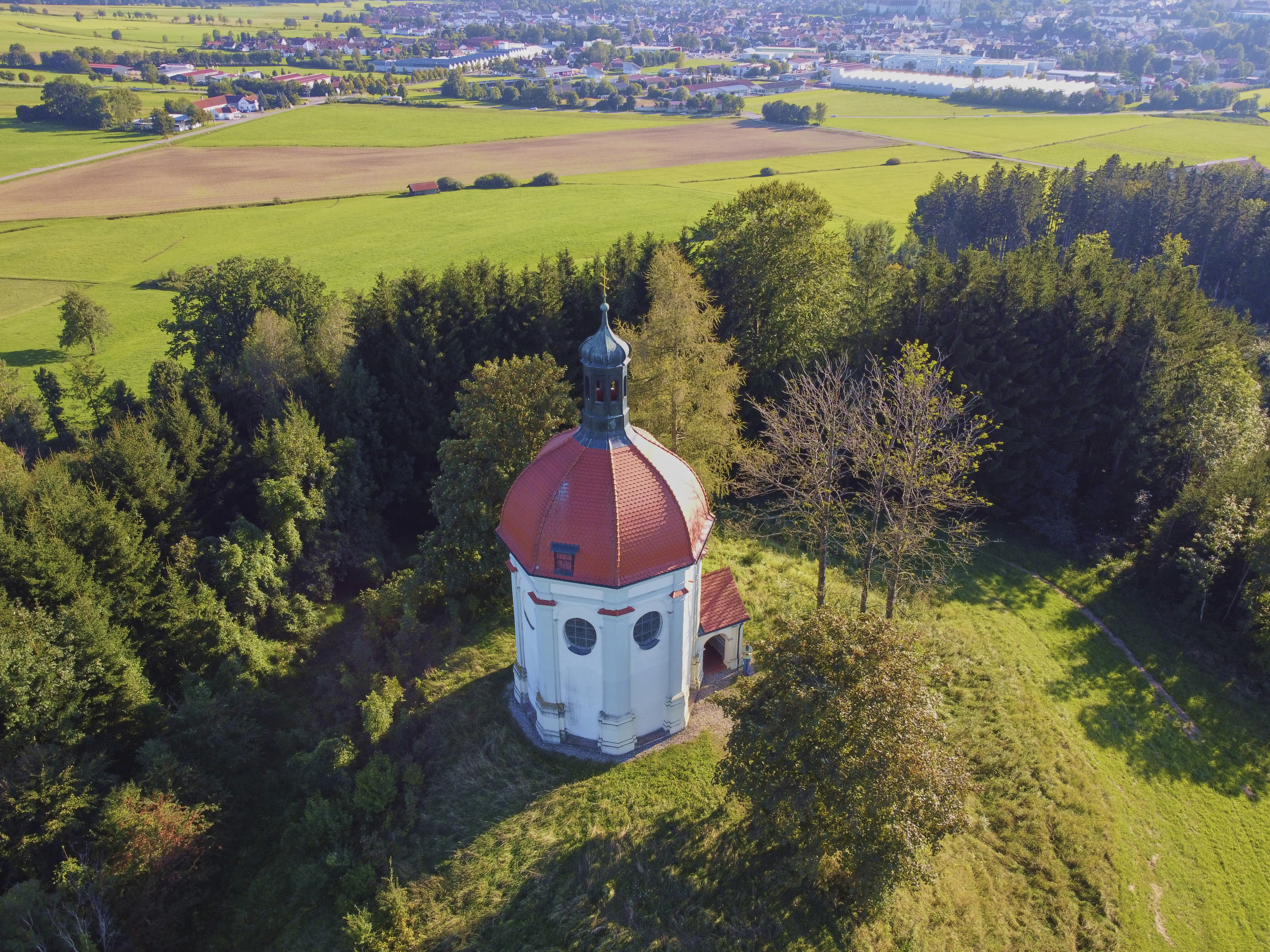
Blick auf die „Buschelkapelle“ aus der Vogelperspektive

Die römisch-katholische Kapelle St. Michael befindet sich in Fröhlins, einem Ortsteil von Ottobeuren im Landkreis Unterallgäu in Bayern. Die Kapelle steht unter Denkmalschutz.

## Baubeschreibung

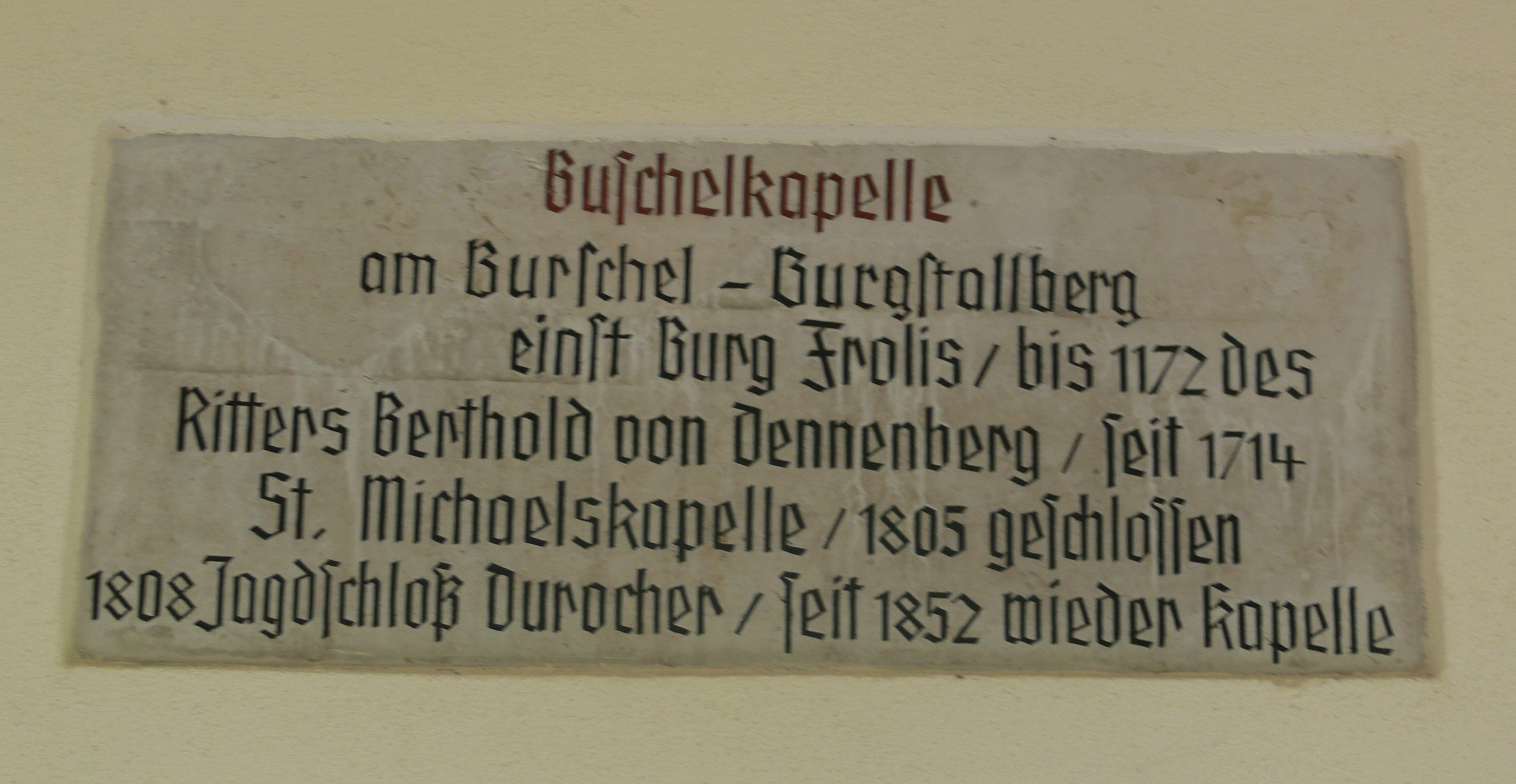
Hinweistafel an der St. Michaels- bzw. Buschelkapelle

Die Kapelle wurde 1715 nach einem Plan von P. Christoph Vogt errichtet. Die Einweihung fand im Jahr 1729 statt. 1808 wurde aus der Kapelle ein Jagdschlösschen. Erst 1852 wurde das Gebäude erneuert und wieder als Kapelle ausgestattet. Die St. Michaelskapelle befindet sich ungefähr 500 Meter östlich des Weilers Fröhlins auf einer Erhebung inmitten eines Burgstalles. Sie wird daher auch Buschelkapelle genannt. Das Gebäude ist ein oktogonaler Putzbau. Dieser ist innen mit einer Flachdecke gedeckt und mit ovalen Fenstern versehen. Eine Empore ist an der Westseite über dem Eingang angebracht. Auf dem Kuppeldach befindet sich eine Laterne, welche mit einer Zwiebelhaube gedeckt ist.

## Ausstattung
Im Inneren befindet sich ein moderner Altar. Des Weiteren befindet sich in der Kapelle ein sogenanntes Ecce Homo in Gemäldeform und die gefasste Holzfigur eines Kruzifixus aus dem 18. Jahrhundert.